# Leon Wyczółkowski
Leon Jan Wyczółkowski (tiếng Ba Lan: [vɨtʂuwˈkɔfskʲi]; sinh ngày 24 tháng 4 năm 1852 – mất ngày 27 tháng 12 năm 1936) là một trong những họa sĩ hàng đầu của phong trào Ba Lan trẻ. Ông là đại diện chính của chủ nghĩa hiện thực Ba Lan trong giai đoạn giữa hai cuộc chiến tranh. Trong các năm 1895-1911, Leon Wyczółkowski làm giáo sư tại Học viện Mỹ thuật Jan Matejko ở Kraków. Ông là một trong những thành viên sáng lập của Hội Nghệ sĩ Ba Lan "Sztuka" (Art) vào năm 1897.
Leon Wyczółkowski sinh tại Huta Miastowska ở lân cận Garwolin. Ban đầu, ông tập trung vẽ tranh về các sự kiện lịch sử theo chủ nghĩa hiện thực. Tuy nhiên, sau chuyến đi đến Paris, ông đổi trọng tâm sang trường phái ấn tượng Pháp. Một thời gian ngắn sau, Leon Wyczółkowski  chịu ảnh hưởng của chủ nghĩa tượng trưng. Qua tình bạn với Feliks Manggha Jasieński, ông mở rộng sự quan tâm hội họa đến tranh về chủ đề Đông phương. Leon Wyczółkowski là một họa sĩ bậc thầy về tranh cắm hoa và tranh tĩnh vật. Ông khắc họa gần như toàn bộ thế giới nghệ thuật của Kraków.
Leon Wyczółkowski mất năm 1936 tại Warsaw. Sau Chiến tranh thế giới thứ hai, nhân kỷ niệm ngày sinh và để ghi nhận những thành tựu nghệ thuật của Leon Wyczółkowski (11 tháng 4 năm 1946), Bảo tàng Quận ở Bydgoszcz đã được đặt theo tên ông. Ngày nay, mọi người có thể chiêm ngưỡng các tác phẩm theo trường phái ấn tượng tiêu biểu nhất của Leon Wyczółkowski tại Bảo tàng quốc gia, Kraków và tại Bảo tàng quốc gia, Warsaw.

## Tác phẩm tiêu biểu

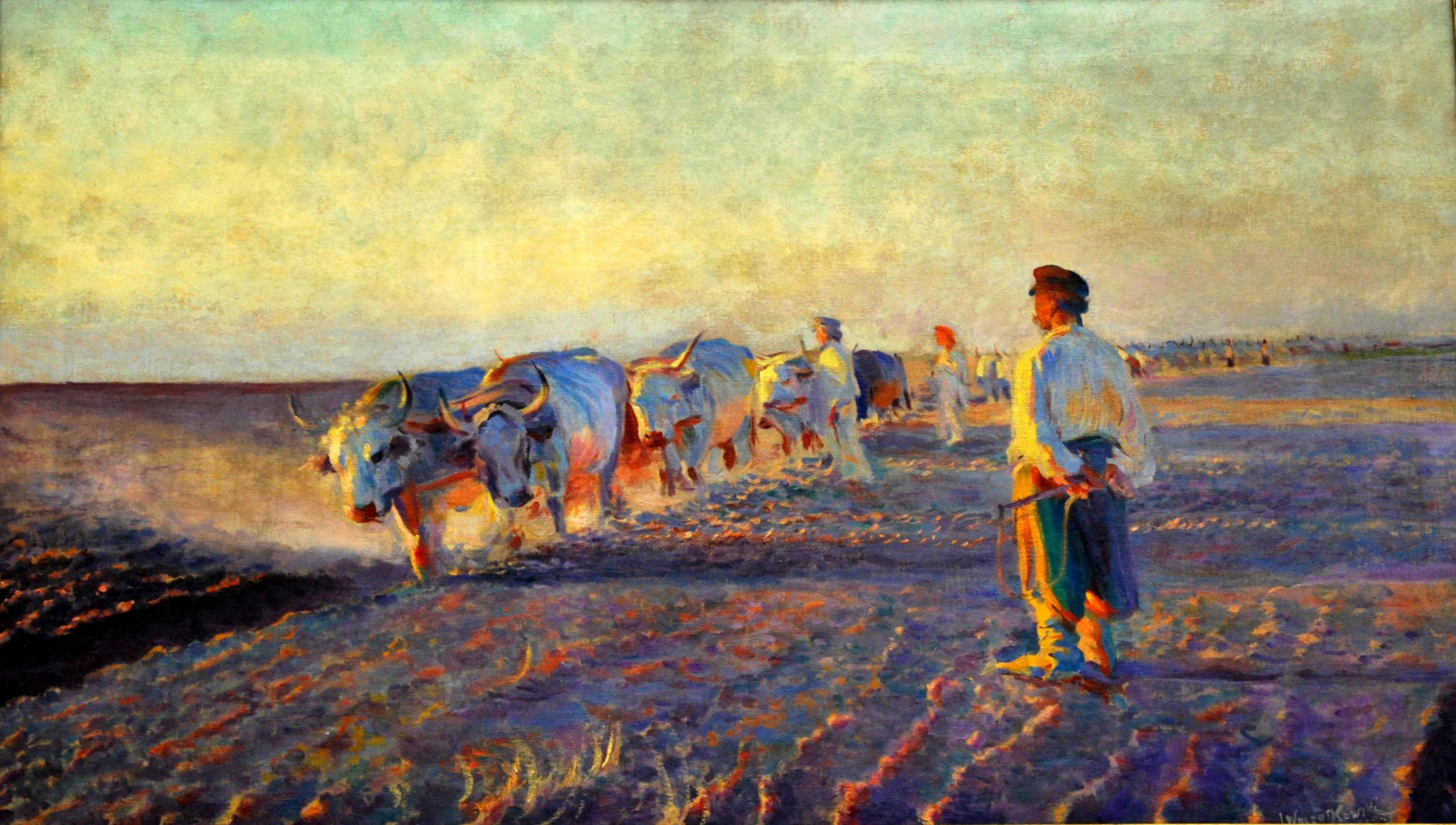
Cày ruộng ở Ukraine, 1892, Bảo tàng quốc gia, Kraków
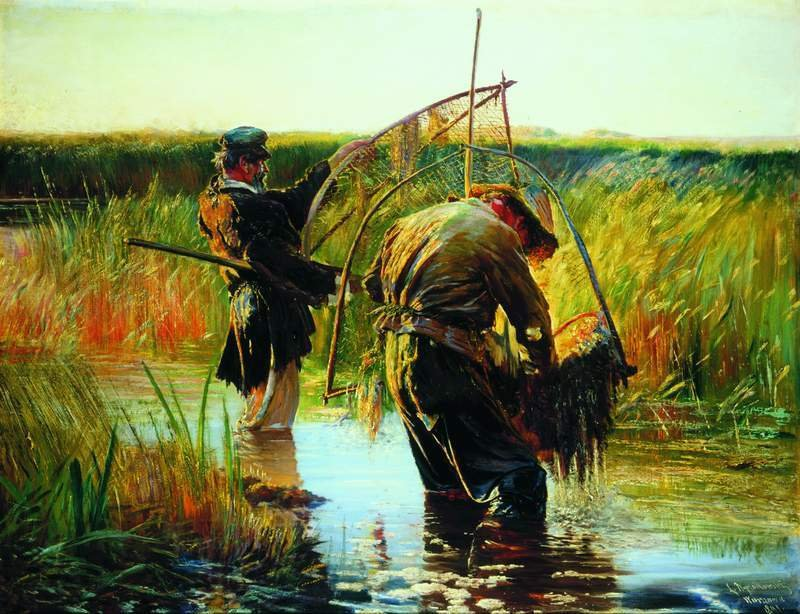
Ngư dân lội nước, 1891, Bảo tàng quốc gia, Warsaw
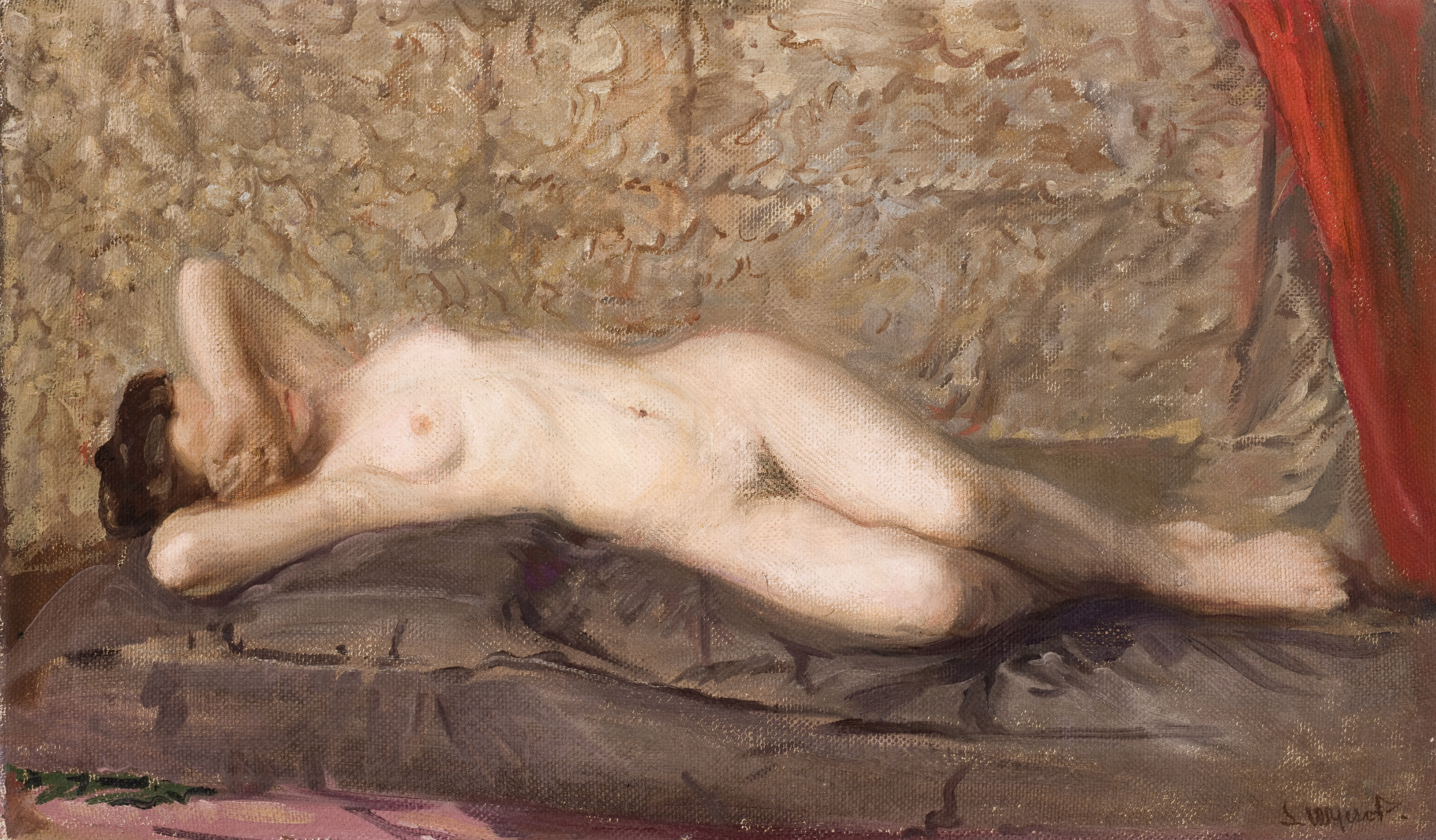
Khỏa thân, tranh sơn dầu, 1908, Bảo tàng quốc gia, Kraków

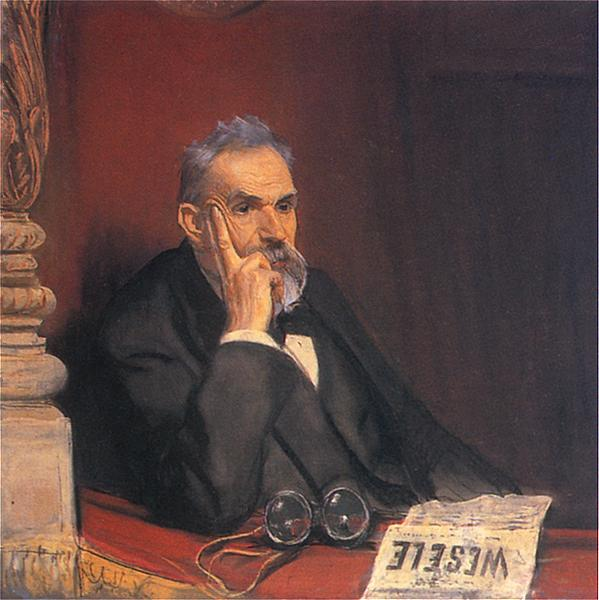
Chân dung của Karol Estreicher by Leon Wyczółkowski, 1905
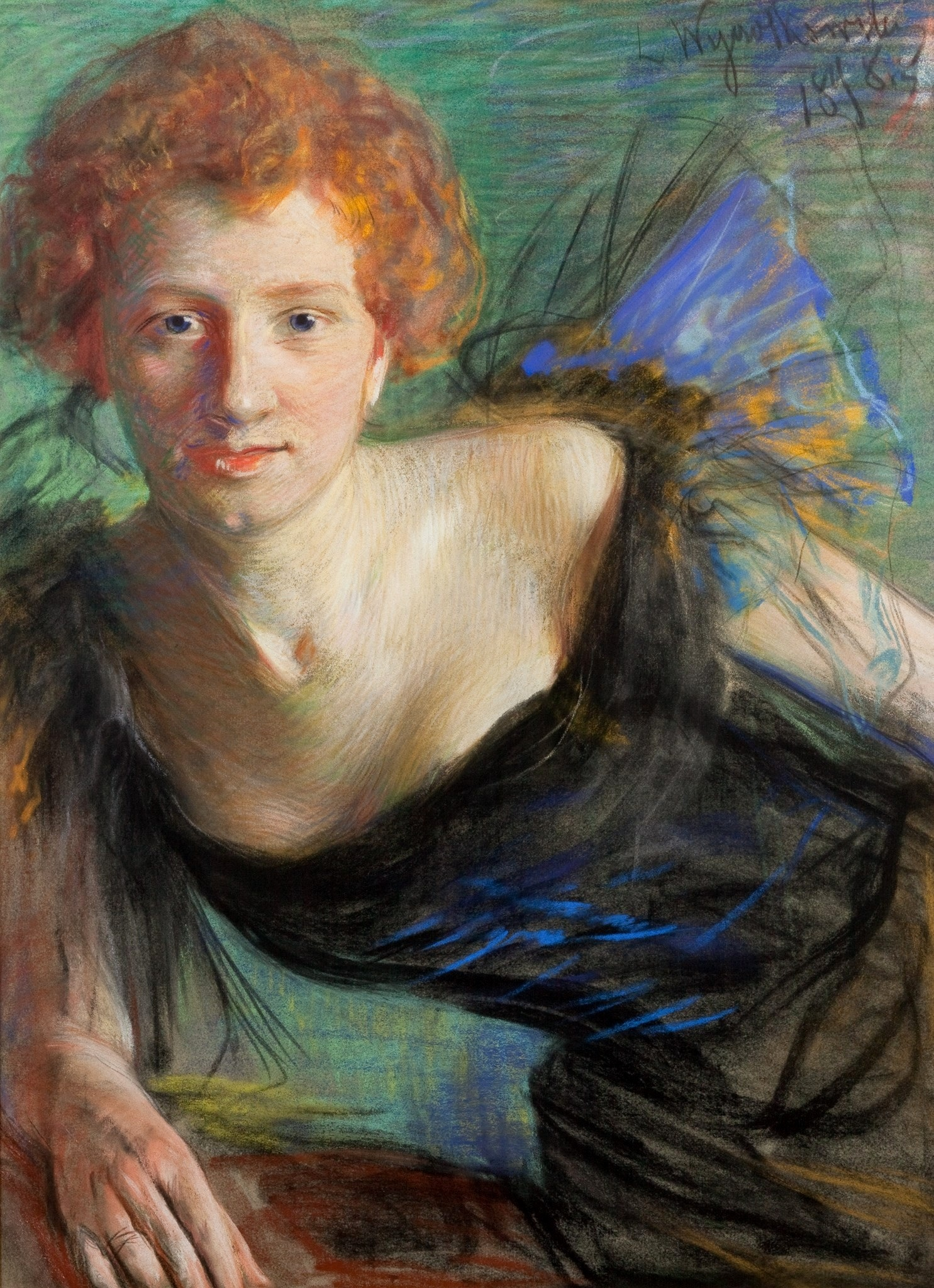
Irena Solska, 1899
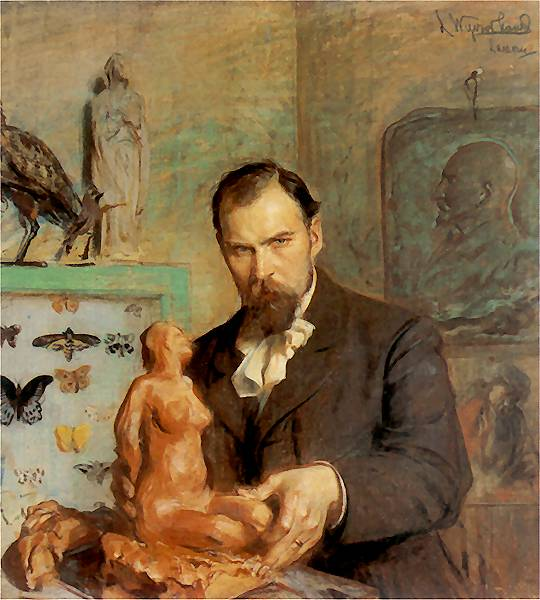
Chân dung của Konstanty Laszczka, 1901-1902

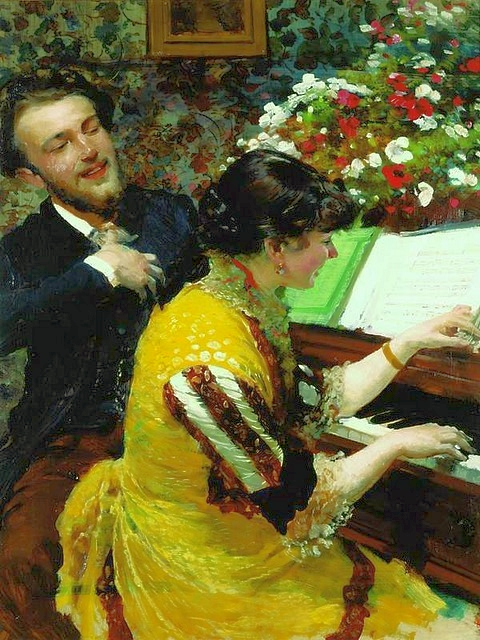
Khi tôi nhìn thoáng qua, 1884
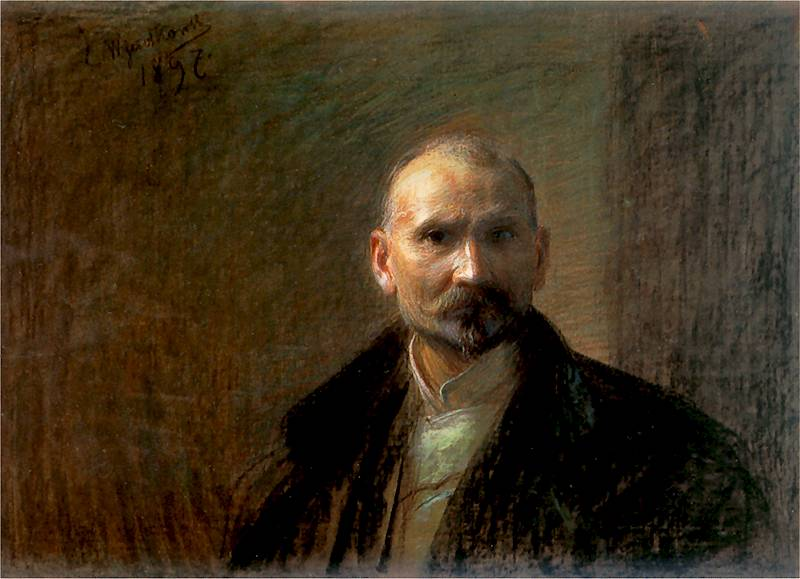
Chân dung tự họa tại xưởng vẽ, 1897
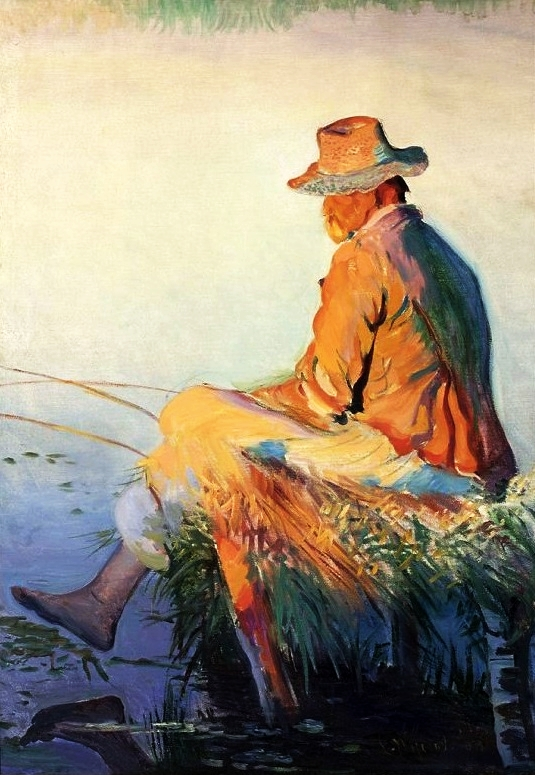
Một ngư dân, 1911